# ResearchGate
ResearchGate és una xarxa social i una eina de col·laboració per a científics i investigadors per compartir documents, fer i respondre preguntes, i trobar col·laboradors. Va ser fundada el 2008 per dos metges (el viròleg Ijad Madish i Sören Hofmayer) i un informàtic (Horst Fickenscher); inicialment amb seu a Boston, es va traslladar a Berlín poc després; el 2009, la companyia va establir una mena d'associació amb Seeding Labs per tal de subministrar als països del tercer món equips sobrants de laboratoris dels Estats Units.
La plataforma ofereix accés gratuït a aplicacions Web 3.0, per exemple una cerca semàntica Entre altres eines, ha desenvolupat un motor de cerca que navega pels recursos interns i externs de recerca de les principals bases de dades, incloent-hi PubMed, CiteSeer, arXiv i la Biblioteca de la NASA, entre d'altres, per trobar els millors resultats en treballs d'investigació científica. Aquest motor permet trobar resultats més precisos processant resums científics mitjançant l'anàlisi d'una major quantitat de termes utilitzats en la cerca de paraules clau. El 2009 ResearchGate va unir-se a l'accés lliure a la informació en desenvolupar una eina d'ajuda pels qui treballen en investigació, per carregar les seves publicacions, respectant en tot moment els drets d'autor; així, qualsevol integrant pot llegir i descarregar publicacions gratuïtes.

## Característiques
Cada investigador té un perfil personal dissenyat per a semblar-se a un currículum de recerca. El perfil resumeix els interessos, la formació, els projectes, l'experiència i les dades de contacte del investigador, entre d'altres. El perfil també proporciona un índex de publicacions individuals i una biblioteca d'articles, actes de conferències, capítols de llibres i patents.
Les biblioteques permeten que altres investigadors coneguen els seus articles favorits i qui més els està llegint. També proporciona una forma ràpida de guardar articles i la capacitat d'exportar metadades al seu administrador de software favorit. Els blogs personals permeten als investigadors publicar notícies i idees interessants per a una àmplia gamma d'audiències acadèmiques.
Per a mantenir-se al dia i mantindre's connectats, els investigadors poden seguir els perfils dels altres per a rebre automàticament actualitzacions sobre les seues notícies.
A més, el servei permet als usuaris contactar-se entre si directament. Els diagrames de xarxa representen connexions d'investigadors, grups i publicacions i proporcionen una forma interactiva de descobrir contingut en la plataforma.
ResearchGate es pren la privacitat molt seriosament. Els membres sempre tenen control total sobre la visibilitat de les dades i la informació que proporcionen en el seu perfil.
Els membres poden descarregar una còpia del material abans o després de la prova. A més, s'animen als investigadors a pujar no només els resultats positius, sinó també els resultats de projectes o experiments fallits; es desen en una àrea separada però amb capacitat de cerca.
ResearchGate busca publicacions de membres en diverses bases de dades importants, per exemple PubMed, arXiv, IEEE, RePEC i CiteSeer, el que permet la creació automàtica de llistes de publicacions. Les llistes també es poden crear o afegir manualment, o importar des d'una base de dades d'administració de referència com EndNote.
També rastreja llocs i arxius acadèmics, per la qual cosa si té documents en arxius d'Exeter i ORE, és molt fàcil crear perfils i publicar llistes. Els membres s'inscriuen automàticament als feeds dels coautors per a que puguen veure el seu treball i connectar amb els coautors. ResearchGate proporciona la capacitat de buscar i filtrar en una varietat de temes: autors, organitzacions, revistes, publicacions i més.
A més, els membres poden sol·licitar còpies dels materials a l'autor si aquests materials no estan disponibles gratuïtament. Finalment, Google indexa el text complet dels articles carregats en ResearchGate. ResearchGate connecta als investigadors amb temes i disciplines específics; els membres poden triar-los o canviar-los en qualsevol moment i seguir els treballs de recerca.